# Richard Deacon (actor)
Richard Deacon (14 de mayo de 1921 - 8 de agosto de 1984) fue un actor cinematográfico y televisivo estadounidense.

## Carrera
Nacido en Filadelfia, Pensilvania, fue un actor de carácter conocido por su característica imagen, calvo y con gafas, e intérprete de personajes arrogantes e imperiosos. Actuó en The Jack Benny Show en el papel de vendedor y barbero, y en la serie de la NBC Happy como director de un hotel. Tuvo un breve papel en el film de Alfred Hitchcock Los pájaros (1963), y uno de mayor importancia en Invasion of the Body Snatchers (1956). 
También encarnó al históricamente infame presidente de la Columbia Aircraft Corp., Charles A. Levine, quien, en febrero de 1927, se negó a vender a Charles Lindbergh para su vuelo transatlántico el monoplano Bellanca recién adquirido por su compañía, a no ser que ésta pudiera elegir a su tripulación. Deacon inmortalizó la escena en la adaptación que en 1957 estrenaron Billy Wilder y James Stewart del relato Premio Pulitzer de su famoso vuelo, The Spirit of St. Louis.
Los papeles más conocidos de Deacon fueron el de Mel Cooley en The Dick Van Dyke Show (1961–1966) y el de Fred Rutherford en Leave It to Beaver (1957–1963), aunque Deacon también fue Mr. Baxter en el episodio piloto de Beaver "It's a Small World" (1957). Además fue el mayordomo de Tallulah Bankhead en un clásico episodio de The Lucy-Desi Comedy Hour titulado "The Celebrity Next Door". Otro de sus personajes fue Roger Buell en la segunda temporada de la serie televisiva The Mothers-in-Law (1967–1969), reemplazando en el papel al actor Roger C. Carmel.
En el filme Carousel (1956), adaptación para la gran pantalla del musical de Richard Rodgers y Oscar Hammerstein II, Deacon tenía el papel del policía que advierte a Shirley Jones (Julie) y a John Dehner (Mr. Bascombe) sobre Gordon MacRae (Billy Bigelow). Fue uno de los pocos títulos en los que no llevaba gafas, al igual que ocurrió en Abbott and Costello Meet the Mummy (1955) y en Désirée (1954), donde encarnaba al hermano mayor de Jean Simmons. Deacon interpretó al mayordomo de Morton Stearnes, George Archibald, en The Young Philadelphians (1959), filme protagonizado por Paul Newman.
Deacon actuó en diversas sitcoms: It's a Great Life; How to Marry a Millionaire; Superagente 86; The Addams Family, en la cual utiliza con Cousin Itt una batería de tests psicológicos en el episodio de 1965 "Cousin Itt and the Vocational Counselor"; y el capítulo de The Munsters "Pike's Pique". En 1966 también intervino en la serie de corta trayectoria de Phyllis Diller The Pruitts of Southampton.
En 1969 trabajó como actor teatral en el circuito de Broadway interpretando a Horace Vandergelder en el musical Hello, Dolly!, en el cual volvió a actuar junto a Diller, que encarnaba al personaje del título.

## Vida personal
En la vida real Deacon era un cocinero y gastrónomo. Así, en las décadas de 1970 y 1980 escribió diversos libros de cocina y  presentó una serie televisiva canadiense dedicada a la cocina con horno de microondas.
Richard Deacon falleció a causa de una cardiopatía hipertensiva en 1984 en Los Ángeles, California. Tenía 63 años de edad. Sus restos fueron incinerados.